# Saint Seiya: Kamigami no atsuki tatakai
Saint Seiya: Kamigami no atsuki tatakai (聖闘士星矢 神々の熱き戦い?  lit. Seiya El Santo: La ardiente batalla de los dioses) es la segunda película basada en la serie de manga y anime Saint Seiya. No está basada en ningún episodio del manga y no se ubica cronológicamente en la historia oficial. Aun así sirvió como preámbulo a la segunda temporada de la serie Asgard, por ello puede observarse que los Santos de bronce portan aún la primera versión de sus armaduras sagradas. El mismo año de estreno de esta película también apareció Shinku no shōnen densetsu.

## Resumen
Seiya y los demás santos dejan Japón, para dirigirse hacia Asgard, donde deberán buscar a Hyōga, quien ha desaparecido, y enfrentar a los guerreros de Asgard y a su patriarca. Una vez más, como era de esperar, la lucha de los heroicos Santos de Bronce tendrá como finalidad salvar a su protectora, la diosa Atenea (Saori Kido).

## Argumento

### La emboscada
Asgard es la tierra del norte de Europa, sometida al dios nórdico Odín. Hyōga recibe el llamado de auxilio de un hombre de Siberia. Debido a esto Saori Kido envía a Hyōga a solicitar una entrevista con el 'Gran Maestro de Asgard'. En los desolados glaciares de Siberia, Hyōga auxilia a un hombre que es atacado por un grupos de extraños personajes.
Al no recibir noticias de Hyōga en Japón, Saori junto a Seiya, Shiryū y Shun acuden al palacio del Valhalla en Asgard y se entrevistan con Dolbar, El Pontífice y representante de Odín en la Tierra. Presente en esta conversación esta también Loki, dios guerrero de Asgard. Dolbar asegura no haber recibido la visita de Hyōga. Aun así, invita a Saori a permanecer en el palacio, pero Frey quien aparece con su hermana Freya, se ofrece como escolta de Atenea hasta las afueras del palacio de quien se ha prendado a primera vista.
Al abandonar el palacio, Seiya y los santos de bronce se encuentran con los dioses guerreros de Asgard: Ul, Lung y Midgard. Este primer encuentro demuestra una inesperada agresividad no provocada de parte de los dioses guerreros. Sin embargo la intermediación de Frey impide que esto llegue a mayores.
Freya ofrece alojamiento a Saori y los Santos y recomienda su partida al amanecer. El hombre que fue auxiliado por Hyōga, se presenta a la casa de Freya con el casco de Hyōga semidestruido, por lo que Seiya y Shiryū deciden iniciar la búsqueda de su compañero en los alrededores y dejan a Shun al cuidado de Atenea.
Frey se presenta ante el Gran Maestro y le comenta la sospechosa actitud de Loki y los dioses guerreros, que lo ha llevado a pensar, que este planea una guerra contra el Santuario para apoderarse de la Tierra. Dolbar, al verse descubierto ataca a traición a Frey y lo encierra en uno de los calabozos del palacio.
El hombre que fue auxiliado por Hyōga, se presenta nuevamente en la casa de Freya e indica que Hyōga ha sido encontrado y llevado al palacio del Valhalla, por lo que Saori acude inmediatamente. Una vez allí, Saori revela que no ha sido engañada por Dolbar explicándole que también ya se ha dado cuenta de que es en realidad la encarnación de Odin en la Tierra, por lo que este demuestra sus verdaderas intenciones e intenta asesinar a Saori. Al no conseguir su objetivo, la encierra en una prisión dimensional conocida como Escudo de Odin.

### La lucha entre hermanos
Todos los santos sienten la desaparición del cosmos de Atenea, por lo que de inmediato se dirigen al palacio del Valhalla. Shun, que se encontraba en los exteriores del palacio trata de llegar primero pero es interceptado por el dios guerrero Ul, quien prácticamente lo derrota con su espada.
Shiryū es confrontado por el dios guerrero Midgard, quien resulta ser Hyōga, pero totalmente desconocido y clamando ser súbdito de Odín se enfrenta a su compañero, a quien congela su brazo derecho. Shiryū intenta recuperar a Hyōga, pero ante la disyuntiva de enfrentar a un compañero o salvar a Atenea, opta por esta última. Entonces se enfrentan en una lucha bastante pareja pero Hyōga va mostrando ser superior, los dos caen a un río mientras luchan y Hyōga congela el río dejando a Shiryū sin otra opción que usar su mejor ataque. Es así que el Rayo de Aurora y el Dragón ascendente chocan con todo su poder, causando que Hyōga sea lanzado por los aires contra una montaña, mientras Shiryū queda paralizado y trastornado por lo sucedido.

### La aparición del Fénix
Ul, se dispone a acabar con Shun, pero es salvado por la oportuna aparición de Ikki, quien derrota a Ul, con un poderoso ataque sorpresa. Sin embargo luego Ikki, es confrontado por el dios guerrero Lung quien usa sus bumeranes para atacar, pero el Golpe de la ilusión del Fénix es más poderoso, por lo que Lung cae abatido por sus propios bumeranes. El dios guerrero no se da por vencido y en un último esfuerzo, consigue que Ikki y Shun caigan con él a un profundo abismo.

### El desesperado esfuerzo de Seiya
Seiya lograr finalmente llegar al palacio del Valhalla, donde encuentra a Saori, atrapada en la prisión dimensional, y que se muestra suspendida en la popa del barco de la estatua de Odín.
Loki, el último dios guerrero que queda con vida, le hace frente. La lucha es bastante pareja, sin embargo Seiya logra derrotar a su rival. Dolbar, Gran maestro de Asgard aparece con su poderosa armadura, dispuesto a luchar.
Seiya, no es rival para este poderoso enemigo, sin embargo se enfrenta a él con todas sus fuerzas. Su armadura es convertida en polvo y sólo la oportuna intervención de Shun lo salva de ser encerrado en el Escudo de Odín de Dolbar. Al borde la muerte, Seiya recibe la ayuda de Hyōga, quien se enfrenta a Dolbar, con todo su poder. El Gran Maestro, reconoce que el control que tenía sobre la mente Hyōga se ha desvanecido, por lo que lo ataca hasta dejarlo fuera de combate. Ikki también intenta proteger a Seiya, pero cae derrotado.

### La aparición de la armadura de Sagitario
En el preciso instante que Dolbar se prepara para dar el golpe final a Seiya, aparece la armadura dorada de Sagitario, que cubre el cuerpo de Seiya. Con este incremento de poder, Seiya es capaz de golpear a Dolbar, y se dispone a lanzarle una flecha de oro. Cobardemente, Dolbar rebela que si muere, Saori no saldrá nunca de su prisión dimensional.

### El sacrificio de Frey

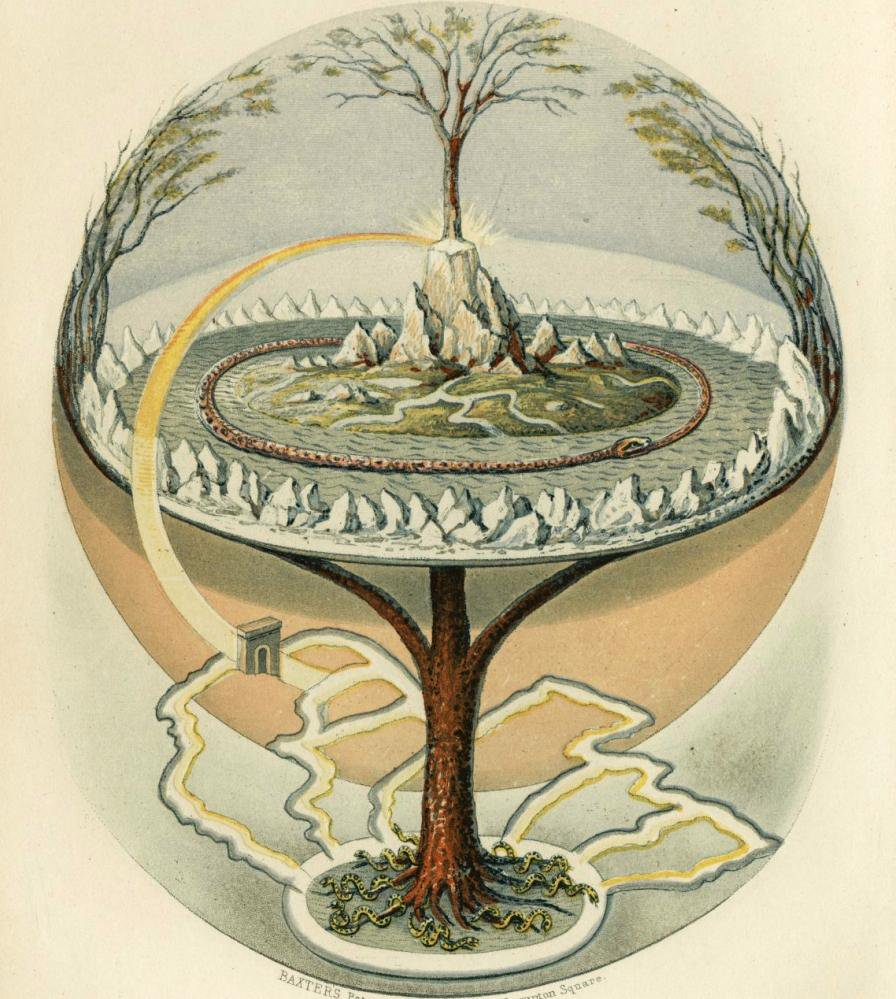
Al final de la película, tras la batalla contra Dolbar y la destrucción del palacio de Valhalla, surge el árbol del universo, Yggdrasil, como símbolo de armonía y paz en la Tierra.

Seiya duda en atacar a Dolbar, pero Frey se ha liberado de su prisión y aparece en la estatua de Odín y le indica a Seiya, que él se encargará de liberar a Atenea. Dolbar intenta detenerlo atacándolo repetidamente, pero no lo consigue. Frey logra llegar a la corona de la estatua y en el momento en que clava su espada, Seiya atraviesa con su flecha a Dolbar. La estatua de Odín se derrumba y en el proceso Frey es desintegrado y Dolbar es aplastado por la espada de la estatua. Saori cae al abismo, pero es salvada por Seiya.
El árbol del universo, Yggdrasil, aparece en el lugar que ocupaba la estatua de Odín, mientras que la tierra, que una vez fue congelada y sin vida, florece y se llena de luz y vida. La influencia maligna de Odín ha desaparecido.

## Personajes
| - Seiya de Pegaso - Shiryū de Dragón | - Hyōga de Cisne - Shun de Andrómeda | - Ikki de Fénix - Saori Kido |

### Personajes exclusivos de la película
- Dolbar (ドルバル教主 Dorubaru Kyōshu?) es el Gran Maestro de Asgard y representante de Odin. Se apoderó de la voluntad de Hyōga y lo usó como carnada para atraer a Atenea y a sus Santos, para acabar con ello y así apoderarse del Santuario. Encerró a Frey cuando descubrió su plan. Encerró a Atenea en el escudo de Odin. Derrotó a Seiya, Shun, Hyōga, ya libre de la hipnosis, y a Ikki. Pero Seiya se puso la armadura de Sagitario y le derrotó. Dolbar dice a Seiya que si él muere Atenea nunca sería libre por lo que Seiya se detiene. Sin embargo, Frey destruye la estatua de Odin liberando a Atenea. Posteriormente, Seiya le dispara la flecha de Sagitario. La espada de la estatua de Odín cae sobre él y lo aplasta. Su técnica se llama Odin Shield (オーディーン・シールド Ōdīn Shīrudo?, Escudo de Odín) y tenía la habilidad de lanzar una energía muy poderosa. Estaba armado con una espada. Su seiyū es Iemasa Kayumi, fue doblado en México por Carlos Becerril.

- Frey (フレイ?) es el hermano de Freya. Se opuso a los planes de Dolbar y por ello fue atacado a traición y encarcelado. Logró liberarse justo a tiempo, para liberar a Saori, de la prisión dimensional en la que la había atrapado Dolbar. Murió desintegrado al destruir la estatua de Odín. Está armado con una espada. Su seiyū es Keiichi Nanba, fue doblado por Adrián Fogarty.

- Freya (フレア?) es la hermana de Frey. Acoge a Atenea y a los santos en su casa y les habla del complot para atacar el Santuario. Reza por la victoria de los Santos y les pide que protejan el árbol del universo que nace tras la victoria de los Santos.

- Los Dioses guerreros (神闘士 Goddo Wōriā?), una orden bajo las órdenes de Dolbar, sumo sacerdote y representante de Odín.

- Ullr (ウル Uru?) se enfrentó a Shun que fue el primero en acudir a ayudar a Atenea. Estuvo a punto de derrotar a Andrómeda, pero fue derrotado por el poderoso ataque sorpresa del Fénix. Porta la Honoo no Ken (炎の剣 Espada de llamas?). Su seiyū es Akira Murayama, fue doblado en México por Gerardo Reyero.

- Rung (ルング Rungu?) se enfrentó a Ikki, luego que este derrotó a Ullr. Fue derrotado por el Puño Fantasma, pero atacó a traición a Ikki cuando éste ayudaba a Shun a salir del abismo, ocasionando que los tres cayeran al profundo abismo, donde perdió la vida. Shun e Ikki sobrevivieron por el instinto de protección de la cadena de Andrómeda. Porta dos búmerans llamados Mjollnir Hammer (ミョルニル・ハンマー Myoruniru Hanmā?, Martillo Mjolnir). Su seiyū es Tesshō Genda, fue doblado en México por Blas García.

- Midgard (ミッドガルド Middogarudo?) en realidad se trata del Santo del Cisne Hyōga quien viste la armadura de Midgard, debido al control mental de Dolbar. Atacó a Shiryū, a quien congeló su brazo derecho y finalmente se enfrentaron con sus técnicas secretas. El Dragón Naciente de Shiryū al estar congelado no lo daña mortalmente pero lo sí lo libera del control que lo tenía sometido a la voluntad de Dolbar.

- Loki (ロキ Roki?). Frey sospechaba que Loki era el que planeaba el ataque al Santuario. Fue derrotado por Seiya, en una lucha bastante pareja. Sus técnicas son Shūgeki Gunrō Ken (襲撃群狼拳 Golpe de la jauría de lobos?), Odin Tempest (オーディーン・テンペスト Ōdīn Tenpesuto?, Tempestad de Odín). Su seiyū es Yū Mizushima y fue doblado por Gabriel Cobayashi.

| Predecesor: Saint Seiya Gekijōban | Saint Seiya Kamigami no akatsuki Tatakai 1988 | Sucesor: Saint Seiya: Shinku no shonen densetsu |

- Datos: Q2631228